# Eriopyga turrialba
Eriopyga turrialba är en fjärilsart som beskrevs av William Schaus 1911. Eriopyga turrialba ingår i släktet Eriopyga och familjen nattflyn. Inga underarter finns listade i Catalogue of Life.